# Критсана Асоксин
Критсана Асоксин (тайск. กฤษณา อโศกสิน, имя при рождении — Суканьи Чоласук; род. Бангкок, Таиланд) — тайская писательница XX века, является автором более 140 романов о любви, сложностях семейной жизни и 100 коротких рассказов. По нескольким произведениям Критсаны Асоксин снимались сериалы и полнометражные фильмы. Её творческий потенциал и профессионализм не раз были оценены на местных и международных писательских конкурсах, где она получала высшие награды. Псевдоним «Критсана Асоксин», по словам самой писательницы, появился случайно. Первый роман, опубликованный под псевдонимом, писательница выпустила в 1958 году.

## Детство и юношество
Критсана Асоксин родилась и выросла в Бангкоке. В юношестве увлекалась журналистикой. После школы по наставлению отца поступила в Тхаммасатский университет в Бангкоке на факультет коммерции и бухгалтерского учёта. Окончив университет с отличием и блестящими рекомендациями, получила должность библиотекаря в правительственной организации.

## Карьера
Критсана Асоксин проработала на должности библиотекаря в правительственной организации около 17 лет. Критсана Асоксин решила зарабатывать на жизнь писательством. Несмотря на внутреннюю неуверенность, женщина решила опубликовать уже написанные романы. Её короткие рассказы публиковались в различных журналах. Проблемы в семье — тема, которая широко освещалась в её первых работах — откликнулась в сердцах многих таиландцев. Критсана Асоксин приобрела невероятную популярность, её романы стали моментально исчезать с полок книжных магазинов. Тем не менее, её последние работы были посвящены анализу социальных и политических проблем внутри общества. Кроме того, писательница известна тем, что пишет о человеческих недостатках и чувствах, очень ярко изображает героев, не идеализирует реальность. Особенно популярным стал роман «Покинутый рай» (1970), по сюжету которого было снято два полнометражных фильма и три сериала.
Романы «Человеческая лодка» и «Западная земля» являются самыми популярными романами писательницы. Эти произведения были высоко оценены на литературной премии СЕАТО, лауреатом которой Критсана Асоксин становилась дважды (в 1968 году и в 1972 году). Кроме того, Критсана Асоксин получила звание народного артиста Таиланда. В 1996 году Критсана Асоксин была назначена сенатором. Стоит отметить, что это первый случай в Таиланде, когда такой чести была удостоена женщина-писатель. В 2002 году получила степень доктора наук в университете Махасакхарам в Таиланде.